# Nicolaus Theodor Boysen
Nicolaus Theodor Boysen (* 2. Februar 1797 in Witzwort; †  2. Februar 1885 in Stettin) war ein deutscher evangelisch-lutherischer Geistlicher. Während der Schleswig-Holsteinischen Erhebung war er 1848–1851 Abgeordneter der Schleswig-Holsteinischen Landesversammlung. 

## Leben
Nicolaus Theodor Boysen war ein Sohn des Pastors und späteren Propstes und Konsistorialrats Jasper Boysen. Er besuchte die Domschule Schleswig von 1806 bis 1813. Ab Michaelis 1813 studierte er Evangelische Theologie, zuerst an der Universität Kiel, von Michaelis 1815 bis Ostern 1816 an der Universität Göttingen und schließlich wieder in Kiel. 1820 bestand er in Schloss Gottorf das Amtsexamen mit dem 1. Character. Zum 6. April 1823 erhielt er seine erste Pfarrstelle in Sankt Michaelisdonn. Im Oktober 1824 wechselte er nach Sehestedt, und am 3. Juni 1831 erfolgte seine Berufung zum Hauptpastor am Schleswiger Dom. Damit verbunden war er Propst für das Amt Gottorf und Mitglied des Examinations-Collegiums, ab 1834 auch zweites geistliches Mitglied des Oberkonsistoriums für das Herzogtum Schleswig. 
Von 1837 bis 1846 war er geistliches Mitglied der Ständeversammlung für das Herzogtum Schleswig. 1848 schloss er sich der Schleswig-Holsteinischen Erhebung an. Für den Wahlkreis Schleswig 2 gehörte er der Schleswig-Holsteinischen Landesversammlung an. 
Mit dem Zusammenbruch der Erhebung und der Wiederherstellung der dänischen Obrigkeit wurde er zum  1. August 1850 wie etwa ein Drittel der Geistlichen im Herzogtum Schleswig als Pastor und Propst entlassen. Er war einer derjenigen, die das königliche Patent für das Herzogthum Schleswig, betreff die Amnestie vom  10. Mai 1851 namentlich von der Amnestie für die Teilnehmer der Erhebung ausschloss. Für eine Weile „privatisierte“ er in Wandsbek, bevor er am 6. Dezember 1851 zum Hauptpastor (Pastor primarius) der Jakobikirche im preußischen Stettin berufen wurde. Hier blieb er bis an sein Lebensende.
Zu seinem 50. Amtsjubiläum 1873 – nach der preußischen Annexion der Herzogtümer als Provinz Schleswig-Holstein – ernannte ihn die Stadt Schleswig zu ihrem Ehrenbürger. 1883 konnte er noch sein 60-jähriges Amtsjubiläum feiern.

## Auszeichnungen
- Dannebrogorden, Ritter (28. September 1839, Oktober 1848 aberkannt)
- , Roter Adlerorden, 4. Klasse (4. September 1869)